# Маунт-Гермон (Нью-Джерсі)
Маунт-Гермон (англ. Mount Hermon) — переписна місцевість (CDP) в США, в окрузі Воррен штату Нью-Джерсі. Населення — 172 особи (2020).

## Географія
Маунт-Гермон розташований за координатами 40°55′40″ пн. ш. 74°59′25″ зх. д. / 40.92778° пн. ш. 74.99028° зх. д. (40.927747, -74.990270).  За даними Бюро перепису населення США в 2010 році переписна місцевість мала площу 1,23 км², з яких 1,20 км² — суходіл та 0,03 км² — водойми.

## Демографія
Згідно з переписом 2010 року, у переписній місцевості мешкала 141 особа в 50 домогосподарствах у складі 38 родин. Густота населення становила 115 осіб/км².  Було 54 помешкання (44/км²).
Расовий склад населення:
| - 95,7 % — білих - 2,1 % — азіатів - 0,7 % — чорних або афроамериканців |

До двох чи більше рас належало 0,7 %. Частка іспаномовних становила 1,4 % від усіх жителів.
За віковим діапазоном населення розподілялося таким чином: 25,5 % — особи молодші 18 років, 59,6 % — особи у віці 18—64 років, 14,9 % — особи у віці 65 років та старші. Медіана віку мешканця становила 43,2 року. На 100 осіб жіночої статі у переписній місцевості припадало 101,4 чоловіків;  на 100 жінок у віці від 18 років та старших — 94,4 чоловіків також старших 18 років.
Середній дохід на одне домашнє господарство  становив 109 198 доларів США (медіана — 92 813), а середній дохід на одну сім'ю — 91 074 долари (медіана — 92 500). За межею бідності перебувало 13,9 % осіб, у тому числі 17,6 % дітей у віці до 18 років та 17,6 % осіб у віці 65 років та старших.
Цивільне працевлаштоване населення становило 55 осіб. Основні галузі зайнятості: роздрібна торгівля — 36,4 %, освіта, охорона здоров'я та соціальна допомога — 14,5 %, гуртова торгівля — 12,7 %, фінанси, страхування та нерухомість — 10,9 %.